# 祝塘镇
祝塘镇，是中华人民共和国江苏省无锡市江阴市下辖的一个乡镇级行政单位。

## 行政区划
祝塘镇下辖以下地区：
建南村、永平村、金庄村、茂龙村、永昌村、景阳村、五福村、富顺村、石堰村、北湾村、河湘村和文林村。

## 教育
祝塘镇现有六所公立学校：祝塘实验幼儿园、文林中心幼儿园、祝塘中心小学、文林中心小学、祝塘中学（祝塘第二中学）、文林中学。